# Bianca Maria di Sinzendorf-Neuburg
Bianca Maria von Sinzendorf-Neuburg detta anche Bianca Maria II (Milano, 13 novembre 1717 – Milano, 1783) è stata una nobile italiana, marchesa di Caravaggio.

## Biografia
Unica figlia del conte austriaco Johann Wilhelm Edmund von Sinzendorf-Neuburg e di sua moglie, la marchesa regnante Bianca Maria Sforza di Caravaggio, la madre morì dandola alla luce e dalla nascita Bianca Maria (che prese per l'appunto il nome della defunta genitrice) ebbe quindi il titolo di marchesa di Caravaggio, sotto la reggenza del padre sino al suo matrimonio. Per parte di padre era nipote del conte Philipp Ludwig Wenzel von Sinzendorf, cancelliere imperiale e noto diplomatico della sua epoca. Suo zio era il cardinale Philipp Ludwig von Sinzendorf.
La sua lunga reggenza del titolo fu affiancata nel 1736 dal marito Filippo Domenico Doria Pamphilj che divenne ex uxor marchese di Caravaggio.
Morì a Milano nel 1783 e venne sepolta nel mausoleo di famiglia presso la chiesa dei santi Fermo e Rustico a Caravaggio.

## Matrimonio e figli
A Milano nel 1736 sposò Filippo Domenico Marchese Doria Landi Pamphilj. I figli presero il cognome di Doria Sforza Visconti. La coppia ebbe:
- Francesco Maria (1738-1771), sposò nel 1758 la nobildonna Maria Giovanna Doria del Carretto, principessa di Avella (1743-1832)
  - Bianca Maria (1763-1829), principessa di Avella, sposò nel 1781 il nobile Fabrizio Colonna di Paliano (1761-1813)
  - Teresa (1765-1814), sposò il 8 settembre 1784 il nobile Marcantonio IV Doria (1765-1837), principe di Angri
- Livia (1743-1803), sposò il 28 ottobre 1760 il nobile Massimiliano VI Giuseppe Stampa, marchese di Soncino (1740-1818)
- Eleonora (1746-1819), sposò il 16 ottobre 1753 il nobile Antonio Villani Crivelli, marchese di San Raffaele (1743-1823)
- Giuseppa (m. giovane)

## Ascendenza
|                                              |                                   |                                                                 | Genitori                                                    |  |  | Nonni |  |  | Bisnonni                            |  |  | Trisnonni                         |  |
|                                              |                                   |                                                                 |                                                             |  |  |       |  |  | Georg Ludwig von Sinzendorf-Neuburg |  |  | Pilgram il Giovane von Sinzendorf |  |
|                                              |                                   |                                                                 |                                                             |  |  |       |  |  | Georg Ludwig von Sinzendorf-Neuburg |  |  | Pilgram il Giovane von Sinzendorf |  |
|                                              |                                   | Susanna von Trauttmansdorff                                     |                                                             |  |  |       |  |  | Georg Ludwig von Sinzendorf-Neuburg |  |  |                                   |  |
| Philipp Ludwig Wenzel von Sinzendorf         |                                   |                                                                 |                                                             |  |  |       |  |  | Georg Ludwig von Sinzendorf-Neuburg |  |  |                                   |  |
|                                              |                                   | Dorothea Elisabeth von Schleswig-Holstein-Sonderburg-Wiesenburg | Philipp Ludwig von Schleswig-Holstein-Sonderburg-Wiesenburg |  |  |       |  |  |                                     |  |  |                                   |  |
|                                              |                                   | Dorothea Elisabeth von Schleswig-Holstein-Sonderburg-Wiesenburg | Philipp Ludwig von Schleswig-Holstein-Sonderburg-Wiesenburg |  |  |       |  |  |                                     |  |  |                                   |  |
|                                              |                                   | Dorothea Elisabeth von Schleswig-Holstein-Sonderburg-Wiesenburg | Katharina von Waldeck-Wildungen                             |  |  |       |  |  |                                     |  |  |                                   |  |
| Johann Wilhelm Edmund von Sinzendorf-Neuburg |                                   | Dorothea Elisabeth von Schleswig-Holstein-Sonderburg-Wiesenburg |                                                             |  |  |       |  |  |                                     |  |  |                                   |  |
|                                              |                                   | Oktavian Ladislaus von Waldenstein                              | Johann Cristoph von Waldenstein                             |  |  |       |  |  |                                     |  |  |                                   |  |
|                                              |                                   | Oktavian Ladislaus von Waldenstein                              | Johann Cristoph von Waldenstein                             |  |  |       |  |  |                                     |  |  |                                   |  |
|                                              |                                   | Oktavian Ladislaus von Waldenstein                              | Lidmila Katerina Marketa Kunesova zu Lukavec                |  |  |       |  |  |                                     |  |  |                                   |  |
| Rosina Katharina von Waldenstein             |                                   | Oktavian Ladislaus von Waldenstein                              |                                                             |  |  |       |  |  |                                     |  |  |                                   |  |
|                                              |                                   | Maria Anna von Waldenstein                                      | Georg Franz Adam von Waldenstein                            |  |  |       |  |  |                                     |  |  |                                   |  |
|                                              |                                   | Maria Anna von Waldenstein                                      | Georg Franz Adam von Waldenstein                            |  |  |       |  |  |                                     |  |  |                                   |  |
|                                              |                                   | Maria Anna von Waldenstein                                      | Maria Anna von Trauttmansdorff                              |  |  |       |  |  |                                     |  |  |                                   |  |
| Bianca Maria Sinzendorf-Neuburg              |                                   | Maria Anna von Waldenstein                                      |                                                             |  |  |       |  |  |                                     |  |  |                                   |  |
|                                              | Francesco II Sforza di Caravaggio | Muzio II Sforza di Caravaggio                                   |                                                             |  |  |       |  |  |                                     |  |  |                                   |  |
|                                              | Francesco II Sforza di Caravaggio | Muzio II Sforza di Caravaggio                                   |                                                             |  |  |       |  |  |                                     |  |  |                                   |  |
|                                              | Francesco II Sforza di Caravaggio | Felice Orsina Damasceni Peretti                                 |                                                             |  |  |       |  |  |                                     |  |  |                                   |  |
| Francesco III Sforza di Caravaggio           | Francesco II Sforza di Caravaggio |                                                                 |                                                             |  |  |       |  |  |                                     |  |  |                                   |  |
|                                              |                                   | Bianca Maria Imperiale                                          | Francesco Maria II Imperiale                                |  |  |       |  |  |                                     |  |  |                                   |  |
|                                              |                                   | Bianca Maria Imperiale                                          | Francesco Maria II Imperiale                                |  |  |       |  |  |                                     |  |  |                                   |  |
|                                              |                                   | Bianca Maria Imperiale                                          | Silvia Centurione Oltremarini                               |  |  |       |  |  |                                     |  |  |                                   |  |
| Bianca Maria Sforza di Caravaggio            |                                   | Bianca Maria Imperiale                                          |                                                             |  |  |       |  |  |                                     |  |  |                                   |  |
|                                              |                                   | Francesco Maria Salviati, II duca di Giuliano                   | Jacopo Salviati, I duca di Giuliano                         |  |  |       |  |  |                                     |  |  |                                   |  |
|                                              |                                   | Francesco Maria Salviati, II duca di Giuliano                   | Jacopo Salviati, I duca di Giuliano                         |  |  |       |  |  |                                     |  |  |                                   |  |
|                                              |                                   | Francesco Maria Salviati, II duca di Giuliano                   | Veronica Cybo-Malaspina                                     |  |  |       |  |  |                                     |  |  |                                   |  |
| Eleonora Salviati                            |                                   | Francesco Maria Salviati, II duca di Giuliano                   |                                                             |  |  |       |  |  |                                     |  |  |                                   |  |
|                                              |                                   | Caterina Sforza                                                 | Paolo Sforza, marchese di Proceno                           |  |  |       |  |  |                                     |  |  |                                   |  |
|                                              |                                   | Caterina Sforza                                                 | Paolo Sforza, marchese di Proceno                           |  |  |       |  |  |                                     |  |  |                                   |  |
|                                              |                                   | Caterina Sforza                                                 | Olimpia Cesi                                                |  |  |       |  |  |                                     |  |  |                                   |  |
|                                              |                                   | Caterina Sforza                                                 |                                                             |  |  |       |  |  |                                     |  |  |                                   |  |